# 卡姆斯基耶波利亞內
卡姆斯基耶波利亚内（羅馬化：Kamskiye Polyany，羅馬化：Kama Alanı）是俄罗斯鞑靼斯坦共和国的市级镇，为下卡姆斯克区第二大聚居地，也是该区唯一的一座市级镇。地处鞑靼斯坦共和国中东部，位于区行政中心下卡姆斯克西南、共和国首府喀山东南方。附近城市有下卡姆斯克和奇斯托波尔。
北侧靠近伏尔加河最长支流卡马河，其一支流维亚佐夫卡河（Вязовка）从镇东侧流过，并在北侧汇入卡马河。
卡姆斯基耶波利亚内旧称波良基（Полянки），建于17世纪。2022年人口有14,506人；2010年人口15,795；2002年人口15,049；1989年人口12,167。